# Kriegsgefangenenlager Büderich
Bei dem Kriegsgefangenenlager Büderich handelte es sich um das nördlichste der sogenannten Rheinwiesenlager.

## Geschichte
Das Lager wurde ab dem 20. April 1945 von Amerikanern für in Gefangenschaft geratene deutsche Soldaten eingerichtet. Das etwa 90 ha große Lager befand sich auf dem Meerfeld am Rande Büderichs, begrenzt durch die damalige Fernverkehrsstraße 58, die Boxteler Bahn bzw. durch die Bahnstrecke Haltern–Venlo, dem Salzbergwerk Borth und dem Ort Büderich. Umgeben war es von Stacheldraht.
Ungeschützt mussten rund 80.000 Kriegsgefangene auf blankem Acker leben, bis das Lager am 15. Juni 1945 aufgelöst wurde und die Gefangenen in einem Marsch ins Lager Rheinberg verlegt wurden.
Die Bedingungen im Lager werden als menschenunwürdig beschrieben. Überdachungen gab es nicht, den Kriegsgefangenen durften auch ihre Zeltbahnen nicht behalten, so dass sie auf freiem Feld in notdürftig gegrabenen Erdlöchern Schutz vor der Witterung suchten. Auch die Versorgung mit Lebensmitteln war unzureichend. Die Soldaten, die nach der bedingungslosen Kapitulation in Gefangenschaft gerieten, wurden als Disarmed Enemy Forces also als entwaffnete feindliche Streitkräfte bezeichnet, sie wurden zunächst nicht gemäß Genfer Konvention wie Kriegsgefangene behandelt. Nach offiziellen Angaben starben 128 Soldaten in der Gefangenschaft.

## Mahnmal

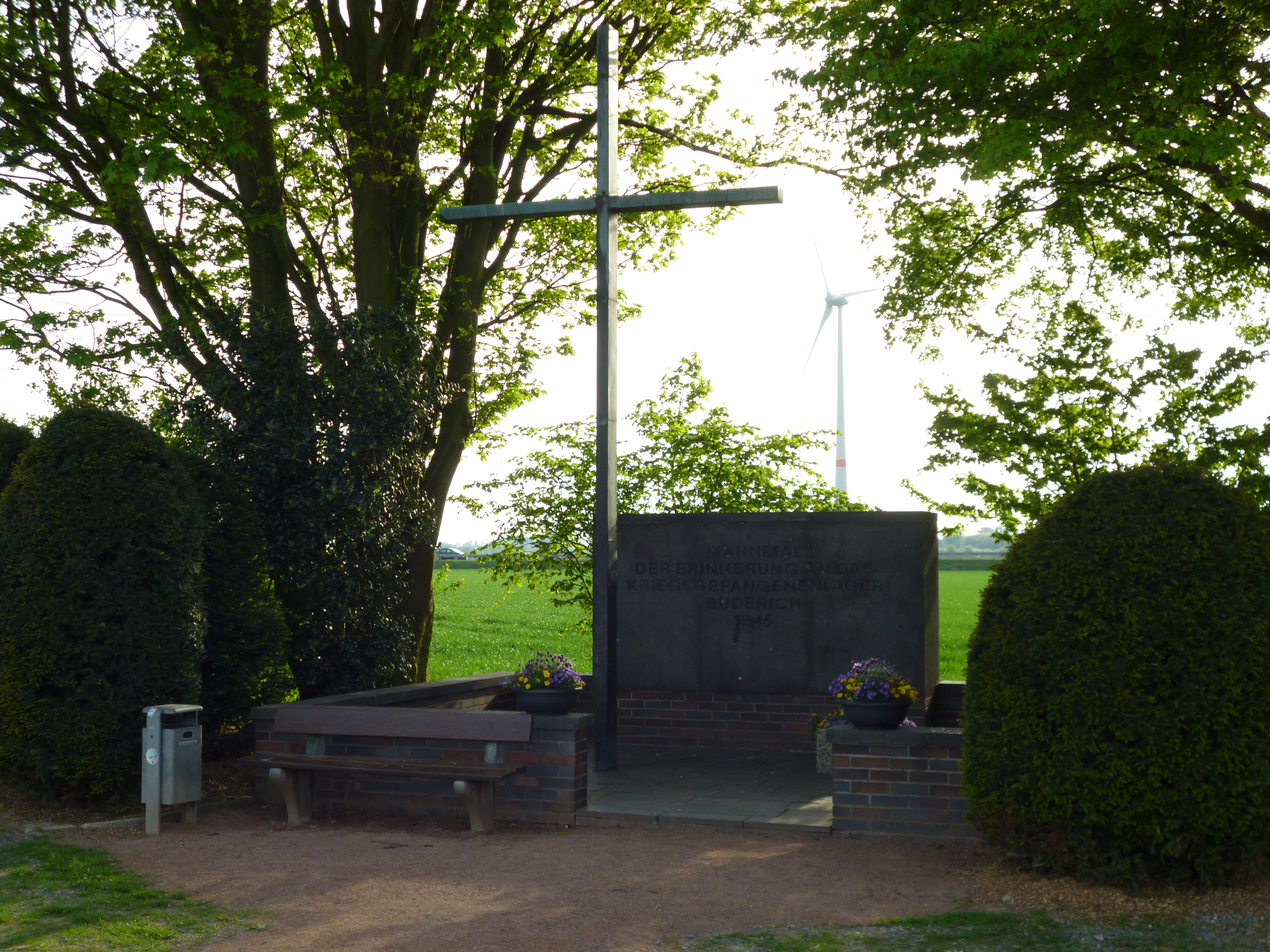
Mahnmal der Erinnerung an das Kriegsgefangenenlager Büderich 1945

Am 26. August 1965 wurde das Mahnmal der Erinnerung an das Kriegsgefangenenlager Büderich unter Anwesenheit von etwa 300 ehemaligen Lagerinsassen eingeweiht. Bürgermeister Bernhard Große Holtforth begrüßte die Gäste und Ehrengäste, zu denen Landrat Rolf Soltau, Oberkreisdirektor Hübner, Pater Christ, die Bürgermeister und Gemeindedirektoren der Nachbargemeinden Borth und Menzelen sowie die Pfarrer Heistrüwers, Quante und Maas zählten. Pater Christ, der sich für bessere Bedingungen im Lager eingesetzt hatte, war ebenfalls anwesend. In seiner Ansprache sagte er: „Warum nun die Erinnerung an die damalige Zeit? Damit ein solches Chaos nie wieder eintritt! Heute muss man sich die Erfahrungen der Vergangenheit zunutze machen.“
Die Errichtung des Mahnmals geht auf eine Initiative des stellvertretenden Bürgermeisters Josef Hackstein zurück, 1961 stellte er den entsprechenden Antrag im Gemeinderat. Gutsbesitzer Hans Heicks stellte das Land zur Errichtung des Mahnmals zur Verfügung, das von Architekt Bernhard Schott entworfen worden war.